# Ходжамурадов, Аннамурад
Аннамурад Ходжамурадов (11 июля 1935, Байрам-Али, Марыйская область, Туркменская ССР, СССР) — советский, туркменский партийный и государственный деятель, министр мелиорации и водного хозяйства Туркменской ССР (1979—1985), заместитель председателя Совета министров Туркменской ССР (1985—1986), председатель Совета министров Туркменской ССР (1986—1989).

## Биография
В 1959 г. окончил Московский институт инженеров водного хозяйства.
С 1959 г. — главный инженер-гидротехник совхоза.
С 1960 г. — в Дирекции по строительству Каракумского канала: инженер-инспектор, старший инженер, главный инженер, директор.
С 1969 г. — заместитель, затем первый заместитель.
с 1979 г. — министр мелиорации и водного хозяйства Туркменской ССР.
С 1985 г. — заместитель Председателя Совета Министров Туркменской ССР.
С января 1986 г. — Председатель Совета Министров Туркменской ССР.
С октября 1989 г. — уполномоченный министерства внешних экономических связей СССР при Совете Министров Туркменской ССР.
Депутат Верховного Совета СССР 11 созыва. Народный депутат СССР. Член Центральной ревизионной комиссии КПСС в 1986—1990 гг. Член КПСС с 1961 по 1991 гг.

## Награды и звания
Награждён орденом Трудового Красного Знамени, двумя орденами «Знак Почёта». Лауреат Государственной премии Туркменской ССР. «Заслуженный ирригатор Туркменской ССР».